# Мерянский этнофутуризм
Меря́нский этнофутури́зм (мерянское неоязычество, неомеряне, современные меряне, современные меря, новые меряне, новые меря, неомерянское движение, мерянское движение, движение меря, «мерянский ренессанс») — религиозное и этнокультурное движение в среде этнических русских, ставящих целью реконструкцию и возрождение культуры, религии и языка финно-угорского народа (племени) меря, проживавшего в Верхнем Поволжье и ассимилированного славянами.

## Исторический контекст
Меря была ассимилирована славянами центральных районов Северо-Восточной Руси. Археологические памятники мери позднее XI века неизвестны. Предположительно, локальные группы меря сохранялись на территории мерских станов позднее, вплоть до XVI—XVIII веков. Отдельные элементы культуры мери сохранились и развивались в рамках древнерусской материальной культуры Северо-Восточной Руси вплоть до XIII века.

## Концепция
Концепцию мерянского финно-угорского неоязычества сами последователи называют «этнофутуризм». Этнофутуризм впервые появился в Эстонии. В 1989 году этот термин ввёл эстонский журналист и поэт Карл Мартин Синиярв. В 1994 году в Тарту прошла первая конференция, результатом работы которой стал специальный манифест. Затем этнофутуризм начал активно развиваться в Удмуртии, оттуда распространился в Марий Эл. Этнофутуризм представляет собой идейно-мировоззренческую систему, в узком смысле — художественно-эстетическое регионалистское направление в литературе и искусстве. Среди причин возникновения данного явления выделяется постмодернизм, которому присущ регионализм и периферийность. Целью этнофутуризма является создание новой этнической идентичности для финно-угорских народов на территории бывшего СССР. Первыми этнофутуристами были писатели и художники. Этнофутуристы предлагают сконструировать финно-угорскую языческую мифологию заново, в первую очередь на основе живописи и арт-проектов.
Позднее под влиянием идей «Финно-угорского мира» и на основе деятельности художника и этнографа Александра Трифонова в среде группы художников возник «мерянский этнофутуризм». По мнению наиболее авторитетного деятеля неомерянского движения Андрея Малышева (Мерянина), этнофутуризм переносит традиционную ментальность в современность и сохраняет её, используя современные средства выражения, технологии, социальные и экономические модели. Малышев считает, что этнофутуризм вызван кризисом традиционной этнической самоидентификации и страхом перед глобализацией. Неомеряне имеют связи также с российским «постколониальным» литературным творчеством.
Участники неомерянского движения занимаются реконструкцией культуры древних мерян с помощью изучения краеведения, этнографии, народного православия и археологии, а также научной литературы по этнографии.
Для неомерян характерна идея существенности влияния мерянского культурного и языкового субстрата. По мнению отдельных деятелей, современное население Московской, Тверской, Владимирской, Ивановской, Ярославской и Костромской областей, которые географически относятся к верхневолжскому бассейну, является носителем присутствующего на уровне непрямого выражения этнокультурного наследия племени меря. В числе прочего неомеряне занимаются религиозной реконструкцией, в том числе мерянской мифологии с использованием мифов мари и эрзя. Культовыми объектами меря неомеряне считают, в частности, так называемые синие камни, в том числе синий камень близ Плещеева озера и Переславля-Залесского
. Некоторые неомеряне считают, что жители центральных регионов России исповедовали «двоеверие», религиозный синкретизм, религию, которая существенно отличалась от византийского православия и возникла в результате исторического соединения христианства и местного язычества. По мнению мерянских неоязычников, первой столицей Московии был город Сар (Сарское городище в Ярославской области, имеющее позднее название), а мерянский язык вымер только в XVIII веке. К культу мерянской Богини Матери возводится день Параскевы Пятницы, а святитель Леонтий Ростовский считается первым мерянским святым. Также неомеряне считают, что потомком народа меря был первый космонавт Юрий Гагарин.
В сравнении с другими неоязыческими движениями большое место в деятельности неомерянского движения занимает реконструкция культуры в целом, но важным компонентом является также религия. Движение неомерян не является ни политическим, ни религиозным, а носит преимущественно социокультурный, светский характер. В их среде присутствуют как собственно неоязычники, так и православные.
Неомеряне считают, что конструируемая ими идентичность не противоречит русской идентичности, а дополняет её более древней для данной территории историко-культурной основой. «Новые меряне» являются по происхождению русскими и не отказываются от своей национальной принадлежности, продолжая считать себя русскими. Появление движения Малышев объясняет естественными процессами регионализации в постимперской России. По его взглядам, русские являются суперэтносом, имеющим на данной конкретной территории мерянский этнический субстрат. Обращение к мерянскому наследию, по мнению Малышева, обогащает русскую культуру и, более того, является ключом к пониманию «великорусскости», поэтому он считает движение почвенническим и патриотическим: «Уже более века никто не может сформировать позитивный образ „русскости“… Новые меряне полагают, что это связано с тотальной недооценкой роли автохтонного населения… Признание решающего вклада автохтонного населения задает правильный вектор в складывании новой историософии великороссов и нашей идентичности, не как нации „покорителей“ и „завоевателей“, а как нации „изначальных хозяев“». Малышев поддерживает идею целостности России, но акцентирует внимание на автохтонности. Мерянские этнофутуристы считают, что русские жители центральных регионов России должны «опознать» в себе мерян. Согласно Малышеву, процесс урбанизации и стягивания населения страны в Центральную Россию, совпадающую с мерянскими землями, следует корректировать в соответствии с «финно-угорской природой великороссов». Неомеряне поддерживают субурбанизацию, экологичное расселение и природопользование. По мнению Трифонова, мерянская идея является последним шансом для русского народа выжить посредством регионализации, индигенизации, «коренизации». Русские, согласно его мнению, должны стать полноценной частью постколониального, постиндустриального общества с использованием новых экотехнологий, основанных на традиционном знании, развитием системы самоуправления, субурбанизацией и отказом от разработки природных ресурсов.

## Движение
Основателем движения считается московский этнограф и художник Александр Трифонов, который обратился к теме мерянских корней в 2003 году. Наиболее известным деятелем неомерянского движения и представителем «мерянского этнофутуризма» является московский и костромской художник и краевед, основатель интернет-портала «Merjamaa. Мерянское наследие России» Андрей Малышев (Андрей Мерянин, Мерянь Андю). Активную «неомерянскую» деятельность Малышев начал в 2010 году. Своими предшественниками он считает фольклорный коллектив «Меряне» из города Нерехты, а также местных краеведов, которые в начале 2000-х издавали альманах «Мерянский летописец». Движение мерянского неоязычества возникло в начале 2010-х годов и охватывает несколько регионов Центральной России (Москва, Переславль-Залесский, Кострома, Плёс и др.). Другой активный деятель движения — петербургский художник Валентин Константинов (Бальшта Кыстынчан). Основным сообществом является созданная Малышевым «Merjamaa» («Земля меря»). Идеи мерянского движения в художественной форме отражает этнофутуристическая повесть «Овсянки» (2008) писателя Дениса Осокина (Аиста Сергеева), экранизированная в 2010 году режиссером Алексеем Федорченко. В 2012 году был презентован мерянский флаг. В 2013 году при содействии неомерян в городе Плёсе состоялся первый всероссийский съезд мерянистов, организованный ивановским отделением Русского географического общества и Музейным центром П. Н. Травкина. О неомерянах телеканалом «Культура» был снят документальный фильм «Письма из провинции. Среднерусская Атлантида» (2014). Константиновым был создан и проиллюстрирован неомерянский эпос «Анка-Линд» («каким бы он мог быть»). По словам Константинова, эпос написан на «русско-мерянском языке, слогом напоминающем Калевалу», и основан на результатах раскопок, работах этнографов и летописях.
Любительские попытки реконструкции мерянского языка предпринимались с 1989 года. В 2013 году неомерянским этнокультурным обществом «Metsa Kunnta» («Лесная община») в издательстве «Меря пресс» был издан переводной толковый мерянско-русский и русско-мерянский словарь. Словарь «Merjan Jelma — меряно-русский и русско-мерянский словарь. Мерянский ономастикон» составлен по тематическому принципу и, по мнению реконструкторов, включает мерянскую лексику, содержащуюся в топонимике и ономастике Верхнего Поволжья, и мерянские слова из русских диалектов и тайных, арготических языков, которые употреблялись жителями Костромской, Ярославской, Ивановской, Владимирской областей. Презентация «мерянского» языка прошла в октябре 2014 года на Третьем Фестивале языков в Новгородском государственном университете. Неомерянское движение способствовало изданию двух томов о языке муромы и ряда других изданий.
Близкими к неомерянской концепции являются взгляды П. Н. Травкина из города Плёса Ивановской области, кандидата исторических наук (Ивановский государственный университет), позиционируемого как археолог. Он сотрудничает с неомерянами и участвует в организации съездов мерянистов. По мнению Травкина, в XII веке князь Андрей Боголюбский вместе с мерянским шаманом, ставшим православным епископом Феодором, утвердили в Северо-Восточной Руси синкретическую религию, смесь язычества и элементов христианства, а собственно шаманы камлали в Плёсе вплоть до XVI века. Руководя археологическим кружком во дворце пионеров, в конце 1980-х годов Травкин начал раскопки в Плёсе. Он утверждает, что раскопал «мерянское общегородское святилище Велеса» XII века, якобы главного финно-угорского бога, что, по его мнению, подтверждает доминирование язычества в домонгольской Северо-Восточной Руси. Травкин организовал в Плёсе частный Музей древнерусской семьи. Его якобы шаманские экспонаты представлены в одном из залов экспозиции Плёсского государственного музея-заповедника.

## Общеповолжское направление
Некоторые деятели считают, что меря представляет собой осколок мари или эрзя и присваивают постмерянским территориям условное название «Меряно-Эрзянская Русь». Это направление стоит особняком от основного движения и сформировалось в эрзянской этнокультурной среде в Мордовии. Представители этого направления считают, что меря, мещера, мурома и эрзя составляли единый этнос, который стал подлинным основателем российского государства и этнокультурным субстратом русского народа. Мордовский филолог, составитель эрзяно-мокшанского эпоса «Масторава» А. М. Шаронов утверждает, что, переселившись из региона Киева в регион Залесья, Русь унесла с собой и свой русский язык. По этой причине даже подвергнувшиеся русификации славянские языки якобы не имеют общей корневой основы с подлинным русским языком, основанном на «скандинаво-финно-эрзяно-муромо-мерянском» субстрате.
Трифонов отвергает идею связи неомерян с финно-угорскими народами Поволжья и Приуралья, поскольку, по его мнению, неомерянство является сугубо русским явлением, а мерянский язык ближе к прибалтийско-финским языкам, и реконструкция языка и культуры мери на основе марийского и мордовского наследия не имеет под собой оснований. Центристскую позицию занимает Малышев, который, не отрицая русской идентичности неомерян, связывает неомерянское движение с «Финно-угорским миром» и выступает за поддержание тесных связей между финно-уграми.

## Оценки
По мнению историка Т. О. Галкина, «Земля мерян» не является сепаратистским движением, поскольку лишено сепаратистских идей и имеет своей целью увеличение этнографического разнообразия.
По мнению этнолога П. А. Скрыльникова, неомерянство представляет собой интеллектуальную реконструкцию, мало опирающуюся на реальную традицию. Происходит переинтерпретация русской традиции с целью согласовать русскую и новую мерянскую идентичность. Скрыльников сближает мерянское неоязычество с родноверием, отмечая, что различия сводятся в основном к выбору материала для конструирования идентичности.
Согласно философу Д. А. Каунову, интерес к мерянскому наследию является управляемой реактуализацией ранее неактуальных элементов культурной памяти, которые были вытеснены доминантным славянским историко-культурным нарративом, «официальной культурой». Этой актуализации вытесненного историко-культурного капитала способствует этнофутуризм как способ сохранения регионального этнокультурного наследия, который стал инструментом «мерянского ревитализма». Неомерянское движение, по мнению исследователя, ставит цель избавить русское население верхневолжского региона от чрезмерного этатизма и способствовать развитию патриотизма малой родины. Каунов считает, что неомерянство не является неоязычеством, поскольку позиционируется как преимущественно культурное, а не религиозное, явление.
Игумен и историк Виталий (Уткин), рассматривает неомерянское движение как проявление этнического сепаратизма и «похищения русского самосознания», что при неблагоприятных политических условиях может послужить идеологическим обоснованием развала государства. Ответом на эту критику стала статья казанского историка и публициста Марка Шишкина, по мнению которого неомерянское движение имеет светский характер, а обвинение в сепаратизме и смене идентичности русских беспочвенны, поскольку у неомерян и православных русских имеется много общего. По мнению Малышева, «мерянский этнофутуризм» не представляет угрозу и конкуренцию русской идентичности и дистанцирован от неоязычества, в частности от родноверия.
С опорой на исторические источники Уткин критикует идеи П. Н. Травкина о мерянском шамане Феодоре (в действительности русине и постриженнике Киево-Печёрского монастыря), насаждении религиозного синкретизма, святилище Велеса (по мнению Уткина, это остатки братчины христианского общества) и др.